# Смирин, Илья Юльевич
Илья́ Ю́льевич Сми́рин (род. 12 января 1968, Витебск) — советский и израильский шахматист, гроссмейстер (1990).
Сын Юлия Исааковича (преподавателя электроники и физики витебского техникума) и Майи Израилевны Смириных. В 1991 году репатриировался в Израиль. С тех пор представлял Израиль на восьми олимпиадах по шахматам (1992-2006). Трижды побеждал в чемпионате Израиля (1992, 2002, 2012).
Интересуется миром журналистики. В детстве мечтал сниматься в кино.
Любимый шахматист – Михаил Таль.
В мае 2012 года дебютировал в роли комментатора на матче за звание чемпиона мира по шахматам в Москве. Автор книги о староиндийской защите «King's Indian Warfare», переведенной на русский под названием «Староиндийские сражения». Живет в городе Кфар-Саба.
В 2022 во время женского Гран-при в Астане попал в сексистский скандал и был отстранён от комментирования.

## Спортивные достижения
- 1-2-е место в Дос-Эрманасе в 2001 году
- 1-е место в Биле в 2002 году
- поделил первое место на «World Open» в Филадельфии в 2002 и 2003 году
- чемпион Израиля 2002 года, чемпион Израиля 2012 года
- абсолютный чемпион Витебской области (2004)[2].

## Изменения рейтинга
| Графики недоступны из-за технических проблем. См. информацию на Фабрикаторе и на mediawiki.org. |